# Dirty Dancing 2
Dirty Dancing 2 (Dirty Dancing: Havana Nights) è un film del 2004 di Guy Ferland, interpretato da Romola Garai e Diego Luna.
La pellicola è una "rivisitazione" di Dirty Dancing - Balli proibiti del 1987, ma non ha legami con esso, se non un cameo di Patrick Swayze nel ruolo di un maestro di ballo: Dirty Dancing 2 riutilizza la stessa trama di base, ma ne trasporta l'ambientazione dal Nord dello stato di New York a Cuba, e la retrodata dall'inizio degli anni sessanta alla fine dei cinquanta, nei giorni della rivoluzione di Fidel Castro.

## Trama
L'Avana, 1958. Durante la rivoluzione comunista guidata da Fidel Castro, una liceale americana, Katey Miller, si trasferisce sull'isola caraibica con la famiglia. Qui incontra il cubano Javier Suarez, cameriere dell'hotel in cui alloggia. Javier è in una difficile situazione economica, così Katey, dopo che lui è stato licenziato solo perché l'ha accompagnata a casa, decide di aiutarlo entrando in una competizione di ballo insieme a lui. Il premio delle semifinali consiste in una somma di 300 dollari, mentre quello delle finali consiste in un biglietto per gli Stati Uniti e 5.000 dollari. I due all'inizio hanno qualche problema, lei è molto rigida nei passi, lui è libero, ma il sentimento si infiltra tra di loro. Vincono le semifinali mentre perdono la gara finale, ma il loro amore sboccia in passione, nei giorni in cui l'isola viene liberata. Katie viene però costretta a lasciare Javier e la stessa Cuba dopo una serata da Re e Regina della "rosa negra".